# 一海知義
一海 知義（いっかい ともよし、1929年5月15日 - 2015年11月15日）は、日本の中国文学者、神戸大学名誉教授、河上肇研究で著名。

## 略歴
奈良県奈良市生まれ。1953年京都大学文学部卒、吉川幸次郎の門下生の一人、同じ吉川門下の筧久美子・筧文生夫妻とは友人で共著も多い。
神戸大学教授を務め、1993年に定年後は神戸学院大学教授、2000年退職。古典漢文のみでなく、近世・近代日本の漢詩文の校訂も行い、特に河上については著作多数。2007年『正伝 後藤新平』校訂で毎日出版文化賞特別賞受賞。2015年11月15日午前11時50分､急性心不全のため神戸市の自宅で死去｡86歳没。

## 著書
- 『中国詩文選7 史記』筑摩書房 1973／平凡社ライブラリー（改訂版）2010
- 『漢詩一日一首』平凡社 全2巻 1976、新版1982／平凡社ライブラリー 全4巻 2008
- 『河上肇詩注』岩波新書（黄版）1977
- 『河上肇と中国の詩人たち』筑摩書房 1979
- 『漢語の知識』岩波ジュニア新書 1981、改版 2011
- 『河上肇そして中国　尽日魂飛万里天』岩波書店 1982
- 『読書人漫語』新評論 1987
- 『知っているようで知らない漢字』講談社 1991／講談社＋α文庫 1995
- 『典故の思想』藤原書店 1994
- 『一語の辞典 風』三省堂 1996
- 『漱石と河上肇 日本の二大漢詩人』藤原書店 1996
- 『陶淵明－虚構の詩人』岩波新書 1997
- 『漢詩入門』岩波ジュニア新書 1998
- 『詩魔－二十世紀の人間と漢詩』藤原書店 1999
- 『閑人侃語』藤原書店 2002
- 『論語語論』藤原書店 2005
- 『漢詩逍遥』藤原書店 2006
- 『一海知義著作集』（全11巻）、藤原書店 2008-2010
  1. 陶淵明を読む。詩文集の全訳・解説
  2. 陶淵明を語る。評伝・作品研究
  3. 陸游と語る
  4. 人間河上肇
  5. 漢詩人河上肇
  6. 文人河上肇
  7. 漢詩の世界I
  8. 漢詩の世界II
  9. 漢詩の世界III
  10. 漢字の話
  11. 漢語散策
- 『漢詩放談』藤原書店 2016
- 『ことばの万華鏡』藤原書店 2017

### 共著・編著
- 『漢詩の散歩道 正・続』日中出版 1974-1976、新版 1987
- 『河上肇 学問と詩』杉原四郎 新評論 1979
- 『河上肇 芸術と人生』杉原四郎 新評論 1982
- 『河上肇 人と思想』杉原四郎 新評論 1986
- 『漢語の散歩道』筧久美子・筧文生 かもがわ出版 1997
- 『何でもわかる漢字の知識百科』阿辻哲次・森博達共編 三省堂 2002
- 『一海知義の漢詩道場』岩波書店 2004
- 『漢語四方山話』筧久美子・筧文生 岩波書店 2005
- 『漢字・漢語・漢詩、雑談・対談・歓談』加藤周一 かもがわ出版 2005
- 『漢語いろいろ』筧久美子・筧文生 岩波書店 2006
- 『続 一海知義の漢詩道場』岩波書店 2008
- 『漢語的不思議世界　空巣老人と男人婆』筧文生・林香奈 岩波書店 2009

### 校訂・翻訳・編纂
- 『陶淵明 中国詩人選集 4』岩波書店 1958。新版「新修中国詩人選集1」1984
- 『中国古典選 史記』田中謙二共編訳 朝日新聞社 全3巻 1958-1964、新版 1966
  - 朝日文庫 全5巻 1978。朝日選書 全3巻 1996。角川ソフィア文庫 全3巻 2025。副題：春秋戦国篇・楚漢篇・漢武篇
- 『陸游 中国詩人選集第2集 8』岩波書店 1962、新版1984ほか
- 『世界古典文学全集25 陶淵明』筑摩書房 1968。全詩文集。他に「文心雕龍」興膳宏訳注
- 『河上肇 獄中往復書簡集』岩波書店（上下）1986-87
- 『河上肇 自叙伝』杉原四郎共編・校訂 岩波文庫 全5巻 1996-97
- 『江戸漢詩選 第2巻 儒者』池澤一郎共編訳 岩波書店 1996
荻生徂徠・新井白石・山梨稲川・古賀精里の作品を収録
- 『日本漢詩人選集 5 新井白石』池澤一郎共編訳 研文出版 2001
- 『陸放翁鑑賞』河上肇 岩波書店 2004。全集版を改訂
- 『決定版 正伝 後藤新平』鶴見祐輔 藤原書店 全8巻 2004-2006。校訂
- 『河上肇の遺墨』魚住和晃と共編 藤原書店 2007
- 『陸游詩選』岩波文庫 2007。編訳